# Dekanat Bałta
Dekanat Bałta, dekanat bałcki – jeden z 7 dekanatów katolickich w diecezji odesko-symferopolskiej na Ukrainie.
dziekan: ks. Henryk Jaworski

## Parafie dekanatu Bałta
- Bałta – Parafia św. Stanisława BM w Bałcie
  - prob. ks. Henryk Jaworski (dziekan); o. Łukasz Mika
- Hajworon – Parafia św. Michała Archanioła w Hajworonie
  - prob. ks. Tadeusz Zajączkowski
- Hołowaniwśk – duszpasterski punkt dojazdowy (Hajworon)
- Kodyma – Parafia Przemienienia Pańskiego w Kodymie
  - prob. ks. Grzegorz Jeleń
- Krywe Ozero – Parafia św. Ludwika w Krywym Ozerze
  - prob. ks. Mirosław Wasiewicz
- Podilsk – Parafia Matki Bożej Fatimskiej w Podilsku
  - prob. ks. Witold Iwanicki